# Abarema nipensis
Abarema nipensis és una espècie de llegum del gènere Abarema de la família Fabaceae.